# Mishmi Hills
Mishmi Hills är kullar i Indien.   De ligger i delstaten Arunachal Pradesh, i den östra delen av landet, 1 800 km öster om huvudstaden New Delhi.